# Gófitz Ilona és Judit

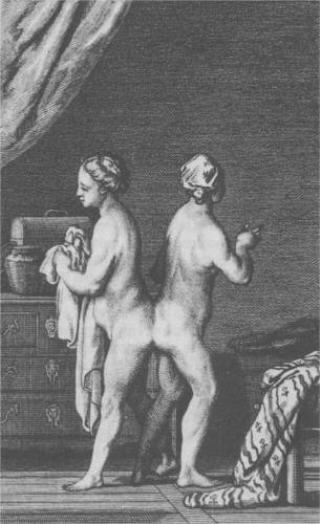
Gófitz Ilona és Judit

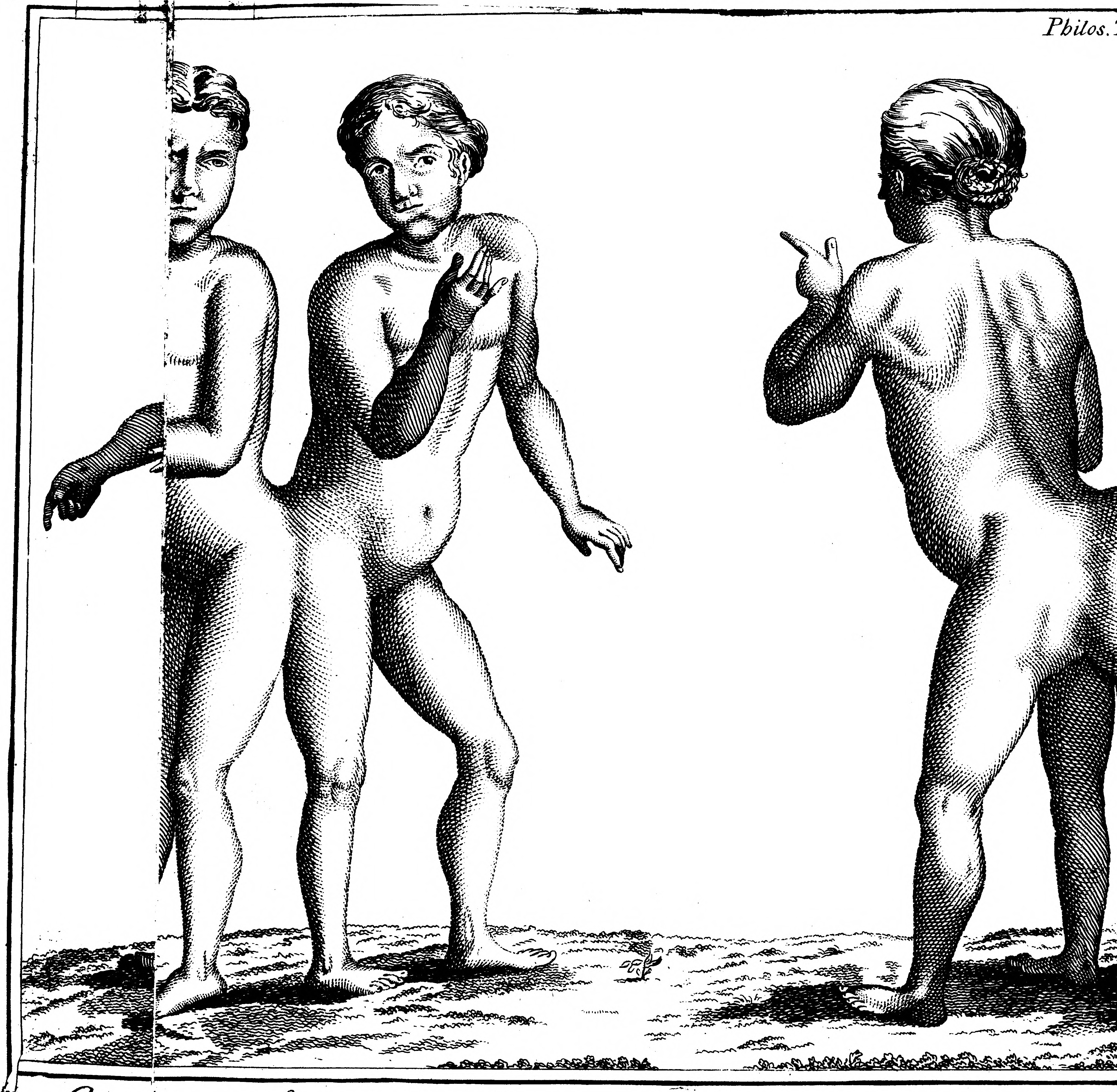
Gófitz Ilona és Judit

Gófitz Ilona és Judit (Ószőny, 1701. október 21. – Pozsony, 1723) kettős torzok.

## Történetük
Gófitz Ilona és Judit, a keresztcsontjuknál összenőtt sziámi ikrek 1701. október 21-én születtek a Komárom megyei Ószőnyben. A magyar sziámi ikrekként ismert testvérpár annak köszönhette európai ismertségét, hogy Csúzi Cseh János orvos és református lelkész 1706 és 1709 között európai körútra vitte a lányokat, amiből tetemes vagyonra tett szert. A sziámi ikerpárt a pénzért való mutogatásból Keresztély Ágost szász herceg, magyar kardinális mentette ki és a pozsonyi Orsolya-apácák zárdájában helyezte el őket. Itt is élték le hátralévő életüket, 1723-ban hunytak el.

## Az ikerpár történetének utóélete
Az ikerpárról több beszámoló is született, ezek közül az egyik egy egyetemi orvosi disszertáció formájában tárgyalta a különös esetet és Disputatio medica de monstro Hungarico címen jelent meg. A mű a korabeli előírás szerint Michael Ernst Ettmüller lipcsei anatómiai- és sebészprofesszor művét védte meg nyilvánosan egyik tanítványa, Georg Christian Werther a helyi egyetemen 1707-ben, 20 oldalnyi terjedelmű munkájában, melyben   korabeli "modern" orvosi szakirodalomra és ókori és középkori szerzőkre hivatkozva. Ettmüller közölte továbbá a Csúzi által költött latin nyelvű epigrammát is. 
A kötet Széchényi Ferencnek, az Országos Széchényi Könyvtár alapítójának könyvtárába került, ahonnan egy másik pecsét tanúsága szerint Petrik Géza és Társa antikváriumán keresztül mint duplikátum példány kezdte meg vándorlását, az antikváriumból – egy kéziratú bejegyzés szerint – Dr. Maizner János szülészprofesszor vásárolta meg, aki előbb a kolozsvári egyetem orvosi karának dékánja, majd az egyetem rektora volt. Halála után egy erdélyi városban lappanghatott a mű, majd 1990-ben egy ismeretlen ajándékozó adta a Debreceni Református Kollégiumnak. A mű jellegtelen, félvászon kötése arra utal, hogy valószínűleg az antikvárosok köttették be az eladáskor.
A műben ma is megvan a lányokat ábrázoló, szemléltető céllal készült rézmetszet.
A lányok történetét Tóth Béla is megörökítette Magyar ritkaságok című művében.